# Jet d'affaires supersonique

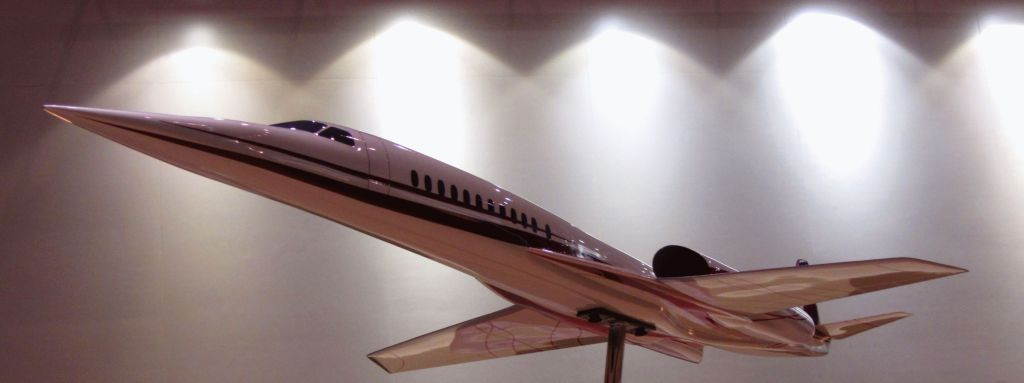
Modèle du projet Aerion SBJ.

Un jet d'affaires supersonique (SSBJ) est un jet d'affaires qui vole au-delà de la vitesse du son : un avion supersonique. Certains constructeurs conçoivent ou ont conçu des SSBJ, mais aucun n’est actuellement disponible. Destinés généralement à transporter une dizaine de passagers, les SSBJ proposés seraient de taille comparable aux jets d’affaires subsoniques.
Deux seuls transports supersoniques commerciaux ont été mis en service : le Concorde et le Tupolev Tu-144. Tous deux ont été conçus avec des subventions gouvernementales et n’ont pas amorti les coûts de développement. Ils présentaient des coûts d’exploitation élevés ainsi qu’un niveau sonore important.
Certains fabricants estiment que ces problématiques peuvent être résolues à une échelle plus réduite, en offrant un transport rapide pour des petits groupes de passagers à haute valeur ajoutée, comme des dirigeants ou des chefs d’État.  
Les propositions actuelles incluent le Boom Overture et le Spike S-512.  
Les projets abandonnés comprennent l’Aerion SBJ, l’Aerion AS2, l'HyperMach SonicStar, le SAI Quiet Supersonic Transport, le Sukhoi-Gulfstream S-21 et le Tupolev Tu-444.  
Plusieurs entreprises, dont Gulfstream Aerospace, travaillent sur des technologies visant à réduire les bangs soniques, comme le Quiet Spike.

## Chronologie
En 1997, Dassault Aviation envisageait un jet d'affaires supersonique à Mach 1,8 propulsé par trois moteurs sans postcombustion dérivés d'avions subsoniques, avec une cabine similaire au Falcon 50, capable de voler entre Paris et New York. Avec une masse maximale au décollage de 40 tonnes et plus de 20 tonnes de carburant, il couvrirait une distance de 7 200 km (4 500 milles marins). En septembre 2004, la Commission européenne a sélectionné le programme HISAC (High Speed Aircraft), lancé avec Dassault en 2005 pour étudier la faisabilité d’un petit avion supersonique. En 2019, Dassault se montrait réservé quant aux perspectives d’un jet d’affaires supersonique.
En 2018, Vladimir Poutine a proposé une variante civile SSBJ du bombardier Tu-160, pour un marché potentiel de 20 à 30 unités en Russie à 100–120 millions de dollars l’unité.  
UAC avait déjà étudié un SSBJ, présentant une maquette à l’MAKS Air Show 2017, devant être conçu et construit en sept ans avec un moteur existant tel que le NK-32 et une cellule en titane, avec une production limitée attendue à un prix de 150 millions de dollars environ.
En 2020, Virgin Galactic a annoncé la conception d’un avion à haute vitesse à aile delta pour 9 à 19 personnes, visant Mach 3 au-dessus de 60 000 pieds, en partenariat avec Rolls-Royce plc pour la propulsion.
En 2024, Boom Technology a testé un démonstrateur à échelle réduite, le Boom XB-1 "Baby Boom", réalisant pour la première fois un vol supersonique. Boom développe actuellement ce prototype en un avion commercial à taille réelle, le Boom Overture.

## Galerie

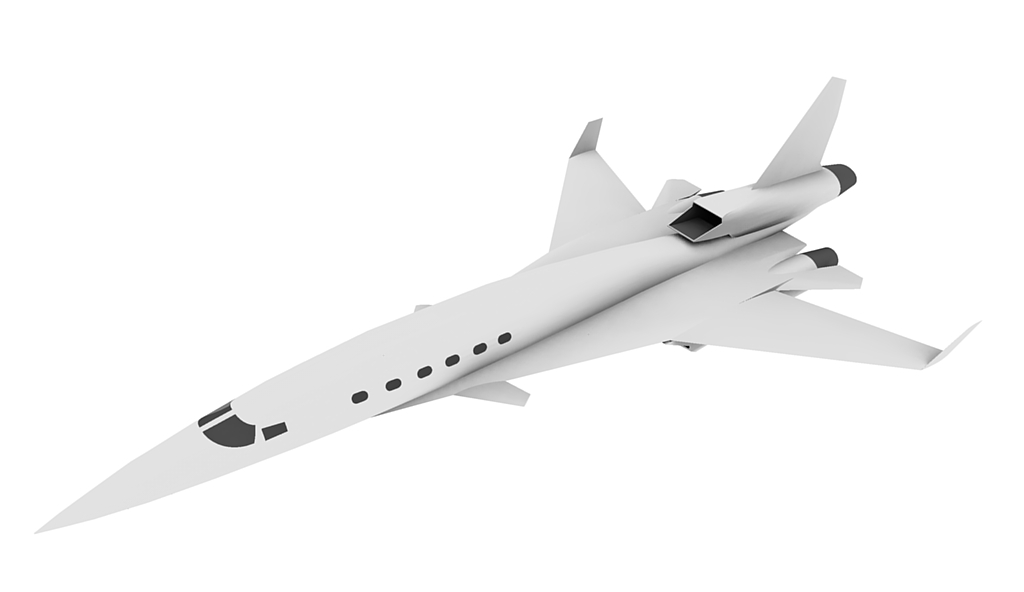
Modèle 3D du S-21.